# IFA F 9
Der IFA F 9 ist ein Pkw-Modell des Industrieverbandes Fahrzeugbau der DDR. Der Wagen mit Dreizylinder-Zweitaktmotor wurde von Oktober 1950 bis Sommer 1953 im VEB Kraftfahrzeugwerk Audi Zwickau (früher Auto Union AG, Werk Audi) gebaut und lief danach bis 1956 noch unter dem Namen EMW 309 im VEB Automobilwerk Eisenach (AWE) vom Band. Nachfolger war der Wartburg 311.

## Geschichte

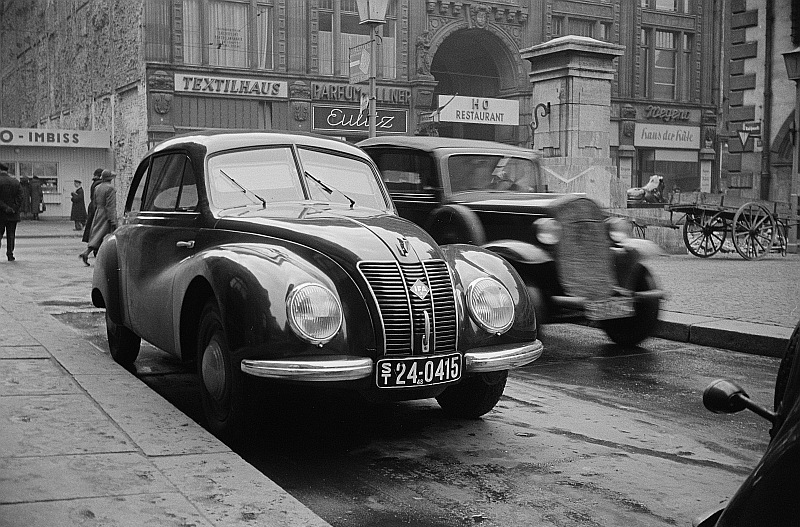
Ein früher IFA F 9 aus Zwickauer Produktion mit geteilter Frontscheibe; Foto von 1951.

Noch vor dem Zweiten Weltkrieg wurde von der Auto Union AG der DKW F 9 entworfen, dessen Markteinführung für 1940 vorgesehen war. Mit dem Kriegsbeginn wurden die Pläne vorerst zurückgestellt. Der F 9 wurde dann 1948 auf der Leipziger Frühjahrsmesse offiziell vorgestellt und als eines der ersten Nachkriegsmodelle in der DDR gebaut.
Ab 1949 wurde im VEB Kraftfahrzeugwerk Audi Zwickau zunächst das Vorkriegsmodell IFA F 8 hergestellt (siehe DKW F 8), ab Oktober 1950 ging auch der F 9 in Zwickau in Produktion. Die Karosserien wurden im Zwickauer Horch-Werk produziert, der Motor kam vom Motorenwerk Chemnitz, montiert wurden die Wagen im ehemaligen Audi-Werk der Auto Union AG. Die Stückzahlen hielten sich zunächst in Grenzen, vom F 9 wurden insgesamt 1920 in Zwickau hergestellt. 1952 kam ein Cabriolet vom VEB Karosseriewerk Dresden (vormals Gläser-Karosserie) hinzu, im selben Jahr wurde die Motorleistung von 28 auf 30 PS erhöht. Es wurden Versuchswagen mit Kunststoffkarosserie hergestellt. Entwicklungsarbeiten in diese Richtung wurden später jedoch nicht mehr weiter verfolgt. Im Sommer 1953 wurde die Produktion in Zwickau zugunsten des neuentwickelten AWZ P 70 – einem F 8 mit Kunststoffkarosserie in Pontonform – beendet.
In nunmehr deutlich größeren Stückzahlen wurde unter der internen Bezeichnung EMW 309 die Produktion von 1953 bis 1956 im VEB Automobilwerk Eisenach fortgesetzt. Die Limousine hatte fortan eine modernere Windschutzscheibe sowie eine veränderte Heckscheibe: Die Frontscheibe bestand nicht mehr aus zwei planen, winklig zueinander angeordneten Teilen mit Mittelsteg, sondern war nun größer, einteilig und gewölbt. Eine große einteilige Panoramaheckscheibe ersetzte das bisher zweigeteilte kleine Rückfenster. Wegen der deutlich vergrößerten Scheiben wurde damals von einer Vollsichtkarosserie bzw. einer Vollsichtlimousine gesprochen. Im Laufe des Jahres 1954 erhielten auch die anderen Karosserievarianten die durchgehende Frontscheibe. Ergänzt wurde das Fertigungsprogramm durch einen Kombiwagen mit wahlweise Stahl-Holz- oder Ganzstahlaufbau, dessen Stückzahl allerdings recht gering blieb. Er hatte verstärkte Federn hinten, dickere Reifen (5,50 statt 5,00) sowie eine andere Übersetzung im Vorderachsantrieb.
1954 wurde der Tank nach hinten verlegt und von 30 auf 40 Liter vergrößert. An seinem bisherigen Platz wurde eine wirksamere Heizung installiert. Veränderte Zylinderköpfe verringerten vor allem die Ansprüche des Motors an die Klopffestigkeit des Zweitaktgemisches und eine veränderte Auspuffanlage dämpfte die Geräusche in der Fahrgastzelle etwas besser. Außerdem wurden Getriebe- und Antriebsübersetzung verändert. Die Leistung erhöhte sich noch einmal geringfügig auf 32 PS. 1955 wurde die Krückstockschaltung durch eine Lenkradschaltung ersetzt. Die störanfällige Zentralschmierpumpe wurde 1955 von Pressstoff auf Zinkspritzguss umgestellt. 1956 wurde der Unterbrecher verändert, um Zündstörungen zu beseitigen. Die Produktion endete 1956, Nachfolger wurden der in Eisenach aus dem F 9 weiterentwickelte Wartburg 311. Insgesamt wurden bis Mai 1956 etwa 30.000 Fahrzeuge gebaut. Die Fertigung von Ersatzkarossen lief im Karosseriewerk Dresden noch bis mindestens 1963 weiter.
1955 erhob die neu gegründete Auto Union GmbH Klage mit dem Vorwurf des unlauteren Wettbewerbs, da der F 9 eine zu große Ähnlichkeit mit dem DKW F 93 habe und auf Konstruktionsplänen beruhe, die sich im Eigentum der Auto Union GmbH befänden. Die Brisanz der Klage hielt sich jedoch in Grenzen, da der F 9 Anfang 1956 durch den Wartburg 311 abgelöst wurde. In Bezug auf die Weiterverwendung von Motor, Chassis und Ersatzteilproduktion einigten sich die Auto Union GmbH und die DDR auf einen Vergleich.

## Modellvarianten
Neben der Limousine (Modellvariante 309-1) wurde der F 9 auch als Cabriolet (309-2), Cabrio-Limousine (309-3), Kübelwagen als Einsatzfahrzeug für Volkspolizei und Nationale Volksarmee (309-4), Pick-up (309-5), Rechtslenker (309-6), Kombiwagen mit Holzaufbau (309-7), Limousine mit Faltschiebedach (309-8) und Kombiwagen mit Stahlaufbau (309-9) gebaut. Die Cabriolet-Karosserie wurde im Karosseriewerk Dresden gefertigt. Drei erhaltene Exemplare des viersitzigen Kübelwagens 309-4 sind bekannt.

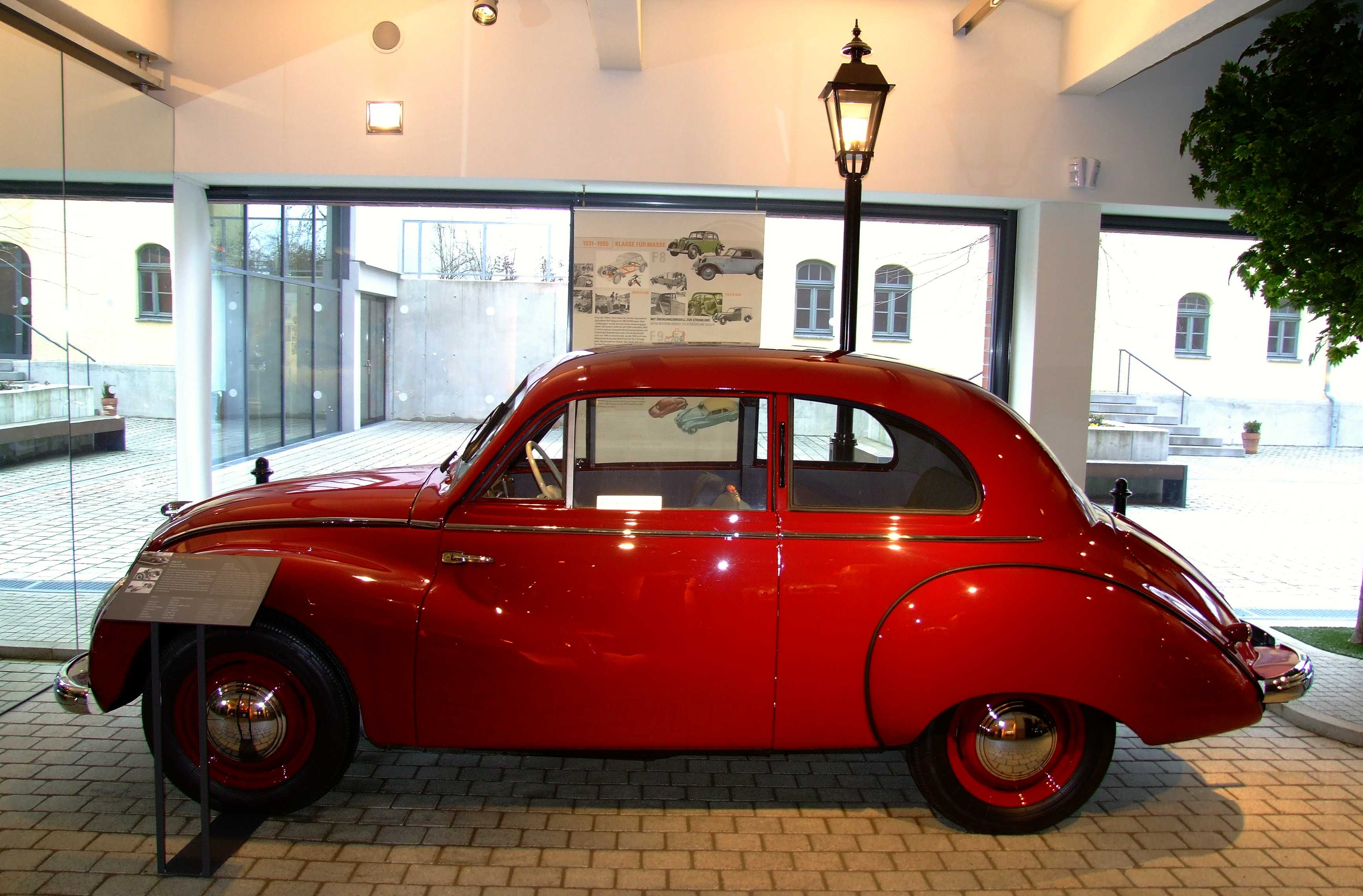
Seitenansicht der Limousine (309-1)
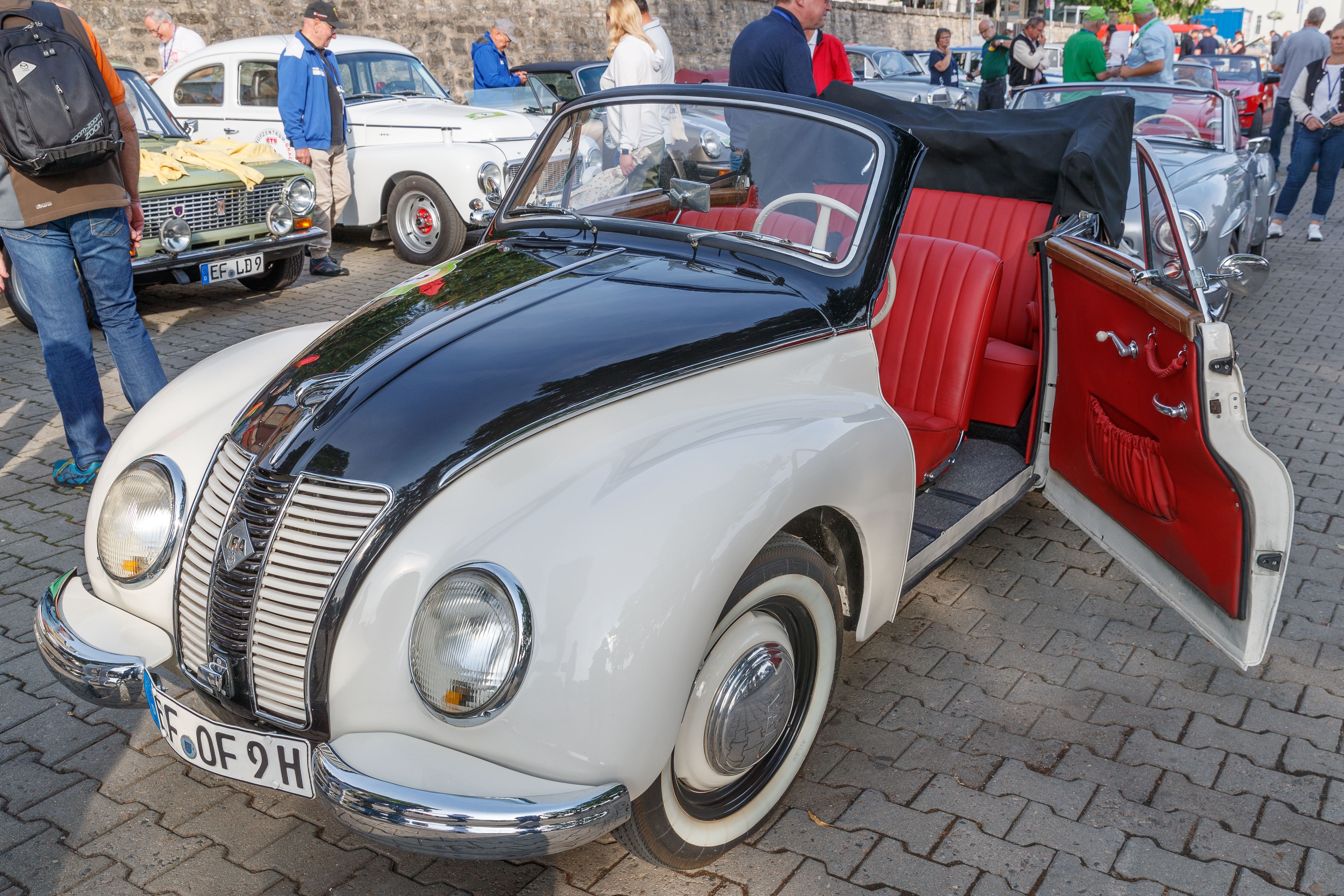
IFA F9 Cabrio 309-2
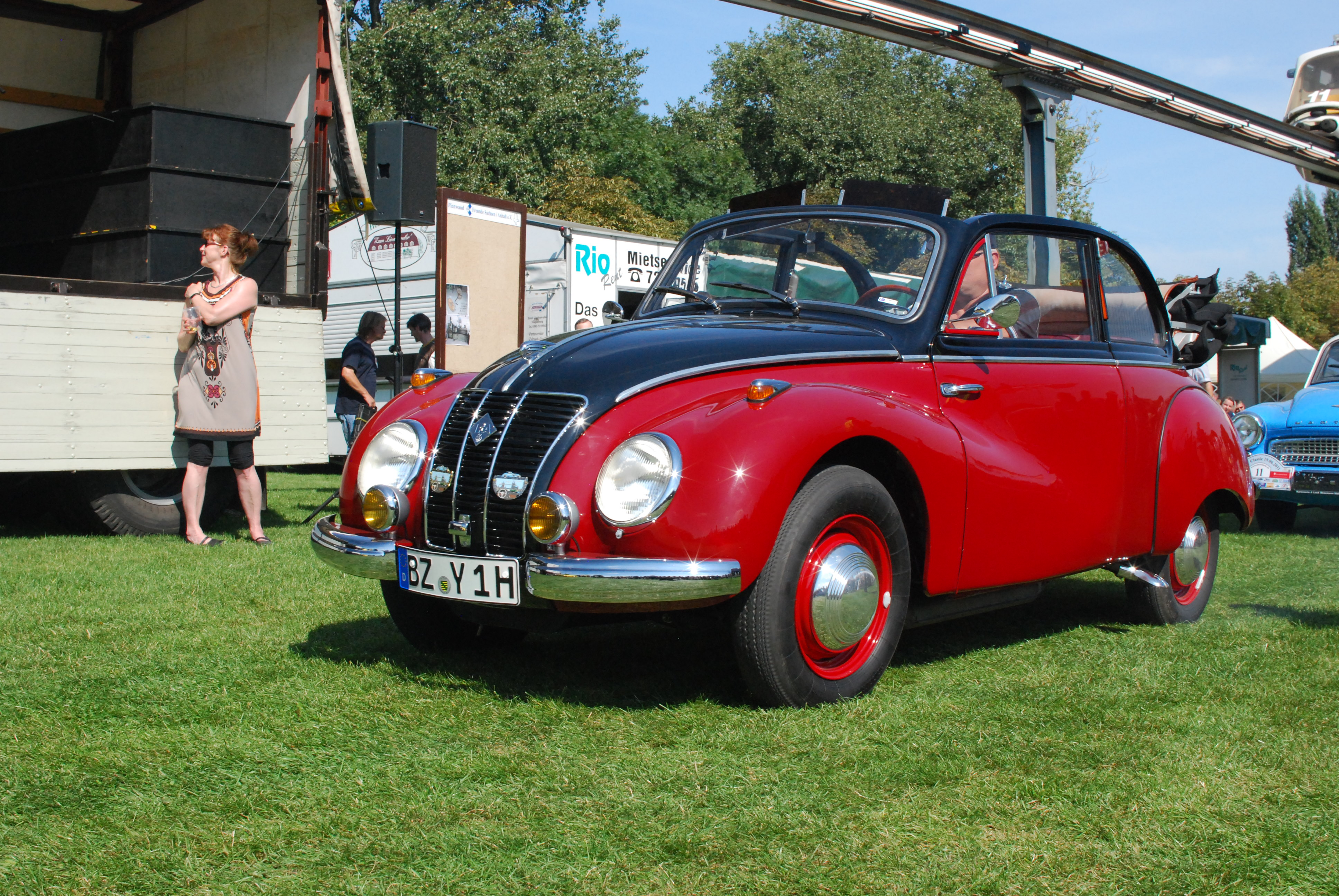
IFA F9 Cabrio-Limousine 309-3
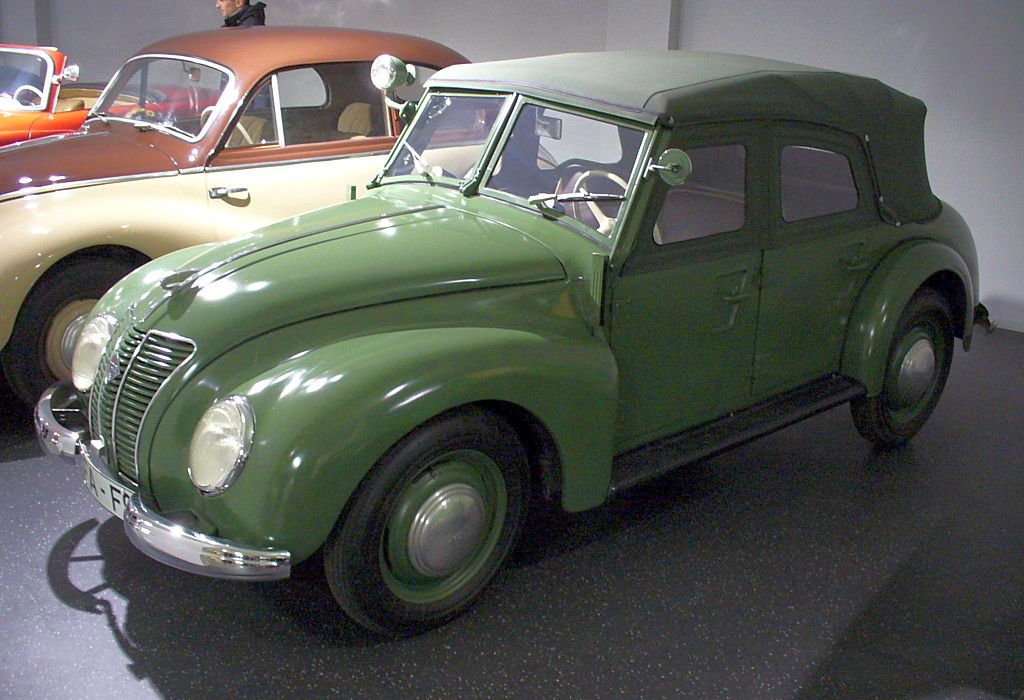
Kübelwagen 309-4
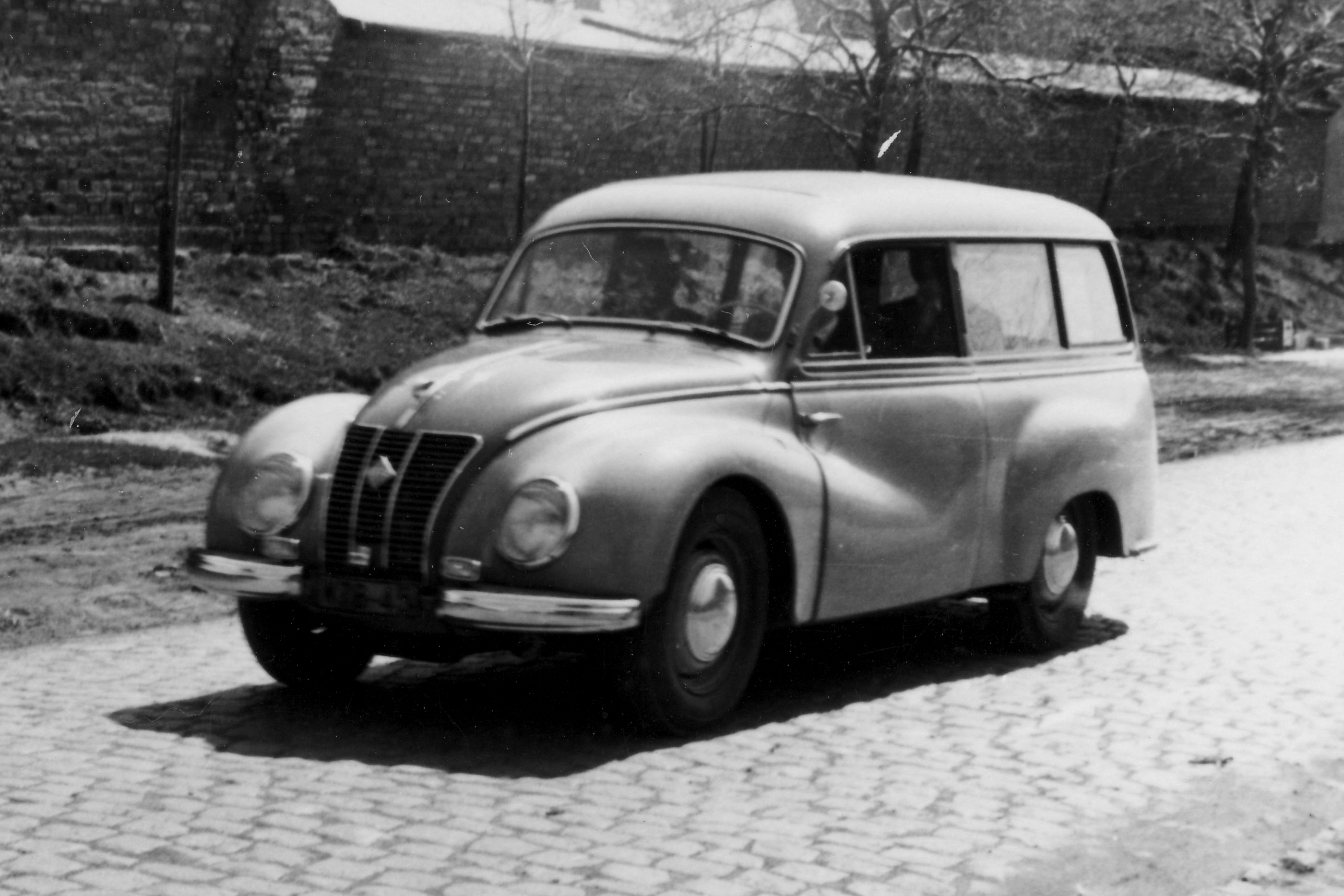
F 9 Kombi (309-9)

## Technische Daten
| IFA F 9                              | 1950–1953 | 1954–1956 |
| ------------------------------------ | --- | --- |
| Motor:                               | Dreizylinder-Zweitakt-Reihenmotor                                                                                | Dreizylinder-Zweitakt-Reihenmotor                                                                                |
| Ladungswechsel:                      | Umkehrspülung | Umkehrspülung |
| Hubraum:                             | 900 cm³ | 900 cm³ |
| Bohrung × Hub:                       | 70 mm × 78 mm | 70 mm × 78 mm |
| Leistung:                            | 21 kW (28 PS) bei 3600/min                                                                                       | 22 kW (30 PS) bei 3800/min; ab ca. 1954 32 PS                                                                    |
| max. Drehmoment:                     | 73,5 Nm bei 2500/min                                                                                             | 73,5 Nm bei 2500/min                                                                                             |
| Verdichtung:                         | 1:6,25 | 1:6,9 |
| Gemischaufbereitung:                 | 1 Flachstromvergaser BVF H32/0                                                                                   | 1 Flachstromvergaser BVF H32/0                                                                                   |
| Kühlung:                             | Wasser (10 Liter)                                                                                                | Wasser (10 Liter)                                                                                                |
| Getriebe:                            | Manuelle Viergang-Handschaltung                                                                                  | Manuelle Viergang-Handschaltung                                                                                  |
| Radaufhängung vorn:                  | Dreieckquerlenker unten, Querblattfeder oben hydraulische Kolben-Stoßdämpfer                                     | Dreieckquerlenker unten, Querblattfeder oben hydraulische Kolben-Stoßdämpfer                                     |
| Radaufhängung hinten:                | starre Rohrachse, Längslenker, Querblattfeder oben hydraulische Kolben-Stoßdämpfer                               | starre Rohrachse, Längslenker, Querblattfeder oben hydraulische Kolben-Stoßdämpfer                               |
| Bremsen:                             | Trommeln vorn und hinten                                                                                         | Trommeln vorn und hinten                                                                                         |
| Lenkung:                             | Zahnstangenlenkung                                                                                               | Zahnstangenlenkung                                                                                               |
| Karosserie:                          | Ganzstahl, Kastenprofilrahmen                                                                                    | Ganzstahl, Kastenprofilrahmen                                                                                    |
| Spurweite vorn/hinten:               | 1184 mm/1260 mm                                                                                                  | 1184 mm/1260 mm                                                                                                  |
| Radstand:                            | 2350 mm | 2350 mm |
| Abmessungen (Länge × Breite × Höhe): | Limousine: 4200 mm × 1600 mm × 1450 mm Kombi: 4200 mm × 1650 mm × 1570 mm Cabriolet: 4200 mm × 1600 mm × 1500 mm | Limousine: 4200 mm × 1600 mm × 1450 mm Kombi: 4200 mm × 1650 mm × 1570 mm Cabriolet: 4200 mm × 1600 mm × 1500 mm |
| Leergewicht:                         | 900–960 kg | 900–960 kg |
| Höchstgeschwindigkeit:               | Limousine und Cabriolet: 110 km/h Kombi: 90 km/h                                                                 | Limousine und Cabriolet: 110 km/h Kombi: 90 km/h                                                                 |
| Beschleunigung von 0–100 km/h in:    | Limousine und Cabriolet: 39 s                                                                                    | Limousine und Cabriolet: 39 s                                                                                    |
| Verbrauch:                           | Limousine und Cabriolet: 10 l/100 km Kombi: 11 l/100 km                                                          | Limousine und Cabriolet: 10 l/100 km Kombi: 11 l/100 km                                                          |
| Preis:                               | Limousine: 13.200 DM (DDR) Kombi:12.650 DM (DDR) Cabriolet: 14.000 DM (DDR) Cabrio-Limousine: 15.000 DM (DDR)    | Limousine: 13.200 DM (DDR) Kombi:12.650 DM (DDR) Cabriolet: 14.000 DM (DDR) Cabrio-Limousine: 15.000 DM (DDR)    |

## Trivia
Der IFA F 9 war der letzte in der DDR gebaute PKW mit Selbstmördertüren.
Der F 9 hatte ein „Schwestermodell“ – den von der „neuen“ westdeutschen Auto Union GmbH ab 1950 im Werk Düsseldorf-Derendorf gebauten DKW F 89. Die Fahrzeuge waren weitgehend baugleich, der F 89 hatte jedoch einen kleineren Zweizylindermotor und einen anderen Kühlergrill. Er wurde 1953 vom DKW F 91 mit Dreizylindermotor ersetzt.